# 邵家灣墓群
邵家灣墓群位於四川省南充市閬中市，文物遺址年代判定為清。2012年7月16日公佈為第八批四川省文物保護單位。

## 簡介[2]
邵家灣墓群位於四川省南充閬中市千佛鎮九節梁村，分佈有邵氏家族墓葬11座，均為普通土塚墓，但碑作十分講究，有牌坊式、四角亭等形式，均施浮雕人物故事、花卉，局部施二十四孝故事等內容壁畫，形象生動，雕刻精湛。邵家灣墓群為川北地區較典型的清代中晚期墓葬，為研究清代墓葬提供了實物資料；墓前雕刻精美，人物故事浮雕形象生動，雕工精湛，花卉、草木栩栩如生，彩繪壁畫色澤鮮豔，具有較高的藝術科研價值。2010年，邵家灣墓群被閬中市人民政府公佈為市〈縣）級文物保護單位。